# Klavier (Album)
Klavier (auch: XXI – Klavier) ist ein Coveralbum des Pianisten Clemens Pötzsch das am 18. Dezember 2015 veröffentlicht wurde. Das Album beinhaltet ausschließlich Klavierinterpretationen von Liedern der deutschen Band Rammstein.
Das Album erschien als Beilage zum gleichnamigen Notenbuch anlässlich des 21-jährigen Bestehens der Band. Enthalten sind 13 Lieder aus der Bandgeschichte, die für klassisches Klavier und Gesang neu arrangiert wurden.
Die Albumproduktion übernahmen Rhythmusgitarrist Paul Landers sowie Sven Helbig, die Arrangements stammen von Helbig, Clemens Pötzsch, Lars Kutschke und Malte Rogacki. Für die CD eingespielt wurden die Stücke vom Pianisten Pötzsch. Alle Stücke sind instrumental.

## Titelliste
1. Frühling in Paris – 4:09
2. Feuer und Wasser – 3:53
3. Nebel – 4:34
4. Sonne – 3:53
5. Klavier – 4:03
6. Wilder Wein – 3:31
7. Ohne dich – 4:31
8. Ein Lied – 3:41
9. Roter Sand – 3:16
10. Engel – 4:16
11. Seemann – 4:35
12. Donaukinder – 3:54
13. Mein Herz brennt – 4:32